# Limoux
Limoux – miejscowość i gmina we Francji, w regionie Oksytania, w departamencie Aude. Przez gminę przepływa rzeka Aude. 
Według danych na rok 1990 gminę zamieszkiwało 9665 osób, a gęstość zaludnienia wynosiła 298 osób/km² (wśród 1545 gmin Langwedocji-Roussillon Limoux plasuje się na 23. miejscu pod względem liczby ludności, natomiast pod względem powierzchni na miejscu 160.).

## Zabytki
Zabytki w Limoux posiadające status Monument historique:
- Bazylika Notre-Dame (Basilique Notre-Dame)
- Couvent des Cordeliers
- Kościół Świętego Marcina (Église Saint-Martin)
- Hôtel de Brasse
- Hôtel de ville
- dom przy 57, rue de la Blanquerie
- dom przy 2, rue Saint-Victor
- dom przy 7, rue de la Trinité
- Pont-Neuf